# 765morning
765morning（ナナロクゴモーニング）は山梨放送（YBSラジオ）で2005年4月4日にスタートし、2013年3月29日に終了した朝の情報番組。本記事は特に説明がない限り「765」は「ななろくご」と読む。
番組開始の前年、2004年2月2日に富士吉田ラジオ中継局の周波数が1062kHzから765kHzに変更され、県内で周波数が765kHzに統一されている。

## 放送時間
- 2005年4月 - 2006年3月　7:30 - 9：00
- 2006年4月 - 2006年9月　7:30 - 10:30
- 2006年10月 - 2007年3月 7:30 - 10:25
- 2007年4月 - 2009年3月 7:30 - 10:00
- 2010年4月 - 2013年3月 7:30 - 9:00

## 終了時のコーナー
2006年4月以降は7時30分から9時00分までは以前と同様の編成で、9時00分以降は以前放送された「くちこみアルキメデス」の流れを汲んだコーナーを含めた編成となっている。9時00分以前の内容は、2006年3月までの放送分にもほぼ対応している。
7時30分から9時00分（2006年3月までの放送分を含む）は、7時30分から8時00分までを前半、「日本全国8時です」をはさんで8時15分から9時00までを後半とし、特に7時30分から7時45分頃と8時15分から8時32分頃の構成はよく似ている。
7時30分から7時45分、8時15分から8時32分の編成
- 765morning News → スポーツニュース・芸能ニュースなど → マドモアゼル容子のHAPPY FORTUNE

### 765morning News(ニュースヘッドライン)
7:30と8:15（2005年9月までは8:16）と8:45の3回放送。（8:45の放送は2007年4月2日からYBSラジオニュースから変更された。それ以前は2回放送。）一日のニュース・スポーツ等をチェックする。
ニュースの紹介の後、気になるニュースや出来事などを詳しく解説する。山梨放送の番組であるが、このコーナーでは山梨日日新聞以外の新聞（主に全国紙）の記事から内容を選んで紹介することもある。
7:30と8:15に放送されるものは番組のオープニング後すぐにこのコーナーのジングルが流れるため、パーソナリティが一言挨拶をした後に『765morning News』とコールしてからニュースを読み始める。

### マドモアゼル容子のHAPPY FORTUNE
7:42頃と8:30頃の2回放送。ただし8:30頃とされているものは実際には8:32頃放送されている。
今日1日の運勢を十二星座別にチェックする。紹介するのはその曜日担当のパーソナリティーでマドモアゼル容子ではない。
765morningのホームページでも確認できる。
携帯電話の場合でも携帯電話用の山梨放送のホームページから確認できる。
ホームページはこのコーナーの1回目が放送される前に更新されている。

### Honda Dream A Junction
7:50頃放送。山梨県内各地で自分の夢を持っている人を取材し、その人がリクエストをした曲を流すコーナー。このコーナーは前コーナー(Honda DRIVE A MUSIC ROAD、Honda DRIVE A MUSIC SELECTION)から引き続きホンダの提供である。

### YBS道路交通情報
7:55頃、8:22頃の放送。朝の通勤ラッシュの交通情報を伝える。
7:55頃の交通情報は日本道路交通情報センターのホームページと山梨県内のタクシー会社から情報提供されたものをパーソナリティーが伝える。また、このコーナーが終わっても8時までに時間がある場合はBGMを変えてパーソナリティのトークが入る。
7:55の交通情報では最後に県内の天気予報も伝えられる。以前はYBSの交通情報で使用している音楽のままで天気を伝えていたが、2006年1月から天気予報に切り替わる際に音楽が切り替わるようになった。

### 駅前天気予報
8:50頃放送。2007年4月2日から放送の中継コーナー。甲府駅を中心とした駅前からYBSアナウンサーが県内各地の天気情報と中継場所の天気の状況などを伝える。

### エンディング
主にフリートークと終了時の挨拶である。
2006年10月 - 2007年3月は番組放送時間が5分短縮（10:30→10:25）されたためエンディングトークの時間が大幅に短縮され、次の番組の担当者が登場しなかった。
- 2006年3月までは9:00から放送していたくちこみアルキメデスの内容紹介のために浅川初美アナが登場していた。
- 2006年4月から2006年9月と2007年4月からは10:00（2006年度は10:33）から放送している765MUXの紹介のためにその曜日担当の765MUXのパーソナリティが登場する。

各パーソナリティで終了間際の台詞が固定されている。
また、代理のアナウンサーがパーソナリティを勤める場合も似たような台詞を聴くことが出来る。

## 終了したコーナー一覧

### Honda DRIVE A MUSIC ROAD
2006年3月まで7:50頃に放送されていた。音楽の世界では今日という日にどんな出来事があったのか紹介し、その出来事に関係するアーティストの曲を放送した。扱われる曲は洋楽が多かった。コーナー名どおりこのコーナーはホンダの提供であった。後コーナーは「Honda DRIVE A MUSIC SELECTION」。このコーナーのコンセプトを引き継いだと思われるコーナーが765MUXで放送されている。

### Honda DRIVE A MUSIC SELECTION
7:50頃放送。毎週テーマを設けてさまざまな場面を盛り上げる"Good Music"を紹介するコーナー。放送される曲は番組Webサイトで事前に公表されるリスト(各回2曲)からリスナーが聞きたい方の曲を選択して投票することで決定される。このコーナーは前コーナー(Honda DRIVE A MUSIC ROAD)から引き続きホンダの提供である。
前コーナー同様に洋楽がリストアップされていることが多いが、リストに洋楽と邦楽が上げられている場合、リクエスト状況によって邦楽が選ばれることがあるため、前コーナーと比べると若干邦楽が流される比率が高くなっている。
コーナータイトルのBGMは前コーナーと同じ曲が使用されている。

### 765morning HIT'S ON THE WAVE
8:40頃放送。パーソナリティーが気になることなどをトークするコーナー。電話でゲストが出演することがある。
また、前田アナが担当の日にはVF甲府に関連してサッカーのルールの一部を紹介することがある。
このコーナーの一部は、765ポッドキャスティングで配信されている。コーナー自体が終わっているためこのコーナー分の追加は行われない模様。

### 農事メモ
8:57放送。2006年3月まではこの番組の放送終了後(同時刻)に放送されていた同名の番組をこの番組に内包する形で放送される。
主に農家など、農作業を行う人を対象に、農作業を行ううえでの注意事項などを紹介するコーナー。この番組の担当者とは別のYBSアナウンサーが担当する。

### テレマートラジオショッピング
9:10頃放送（2007年3月30日までは9:20頃放送）。2006年3月まで同時刻に「くちこみアルキメデス」内で放送されていたコーナーを引き継いだ形で放送される。
テレマートの紹介者が電話で出演し、パーソナリティとともに商品を紹介する。
2007年4月現在、番組Webページには放送時間が記載されているものの、放送されていない。詳しい事情はテレマートを参照。

### 甲府市からのお知らせ
9:20頃放送。2007年3月まではこの番組終了後（10:30 - 10:33）に放送されていた番組をこの番組に内包する形で放送される。
甲府市民を対象とした情報を伝える。この番組の担当者とは別のYBSアナウンサーが担当する。

### スコーパー情報
2006年度に9:35頃放送。県内各地からスコーパーキャスターが中継を行う。

### 日替わりコーナー
2006年度は1回目は9:10頃、2回目は10:10頃に放送されていた。2007年4月2日から放送時間の短縮により日替わりコーナーは9時台の1回のみとなった。

#### Economy Cafe
月曜日の日替わりコーナー。ナビゲーターに山梨学院大学商学部教授の青木茂樹を迎えて経済のトレンド情報や世の中の仕組みなどをわかりやすく解説するコーナー。
2006年度は10時台の日替わりコーナーだった。2007年4月の改編で放送時間は変更されたもののコーナー名、内容の変更がなかった唯一の日替わりコーナーである。
このコーナーの一部は765ポッドキャスティングで配信されている。配信されている番組の中で唯一このコーナーのみBGMが消去されていない状態で配信されている。また、このコーナーはエフエム甲府でも金曜日17:30から4日遅れで放送されている。

#### ヨネヤマ・コード
火曜日の日替わりコーナー。医学博士の米山公啓を迎えて脳の仕組みなど、人間の脳に関することを解説する。2006年3月27日まで放送されていたウワサの脳内カルテ（火曜10時台の日替わりコーナー）を引き継いだコーナー。また。2007年7月から、このコーナーも放送後に765ポッドキャスティングで配信されるようになった。

#### 765ENTERMUSE
水曜日の日替わりコーナー。本・CDから観光地など幅広いジャンルの中から担当者のお薦め情報を紹介する。

#### 765Morning Pitch
木曜日の日替わりコーナー。
ヴァンフォーレ甲府の情報や最新のサッカーの情報を伝える。

#### 週末デリシャス
金曜日の日替わりコーナー。

### YBS REDIO OH MY HIT's
8:45以降随時放送。YBSラジオがお薦めする楽曲を紹介するコーナー。765MUX,ふぁん☆タメ,はんちんぐにも同じコーナーが存在する。

### YBSラジオニュースと天気予報
9:45頃の1回放送（2006年度は8:47頃と9:50頃の2回放送。2005年度は8:47頃の1回放送。2007年4月2日から8:47頃のニュースは765morning Newsに変更）。
ニュース担当のアナウンサーがアルックススタジオに登場してニュースを読む。BGMとして2006年3月までYBSワイドニュースで使用されていた特集後のニュースヘッドラインのBGMが使用されている。2006年4月から、ニュース担当のアナウンサーとこの番組のパーソナリティがニュース後に多少のトークをするようになった。
主に6:50から放送されるニュースと同じアナウンサーが担当することが多い。

### Qmix
10:00放送。2006年3月までこの時刻に放送されていた「クイズヘイ！10時」（くちこみアルキメデス）の後コーナーといえるコーナー。2007年3月30日で終了(765MUXの開始時間が33分早くなり、この番組の放送時間が短縮されるため)。実質的な後コーナーは765MUXで放送される「Quiz Five Max」。

#### 2006年11月3日までのルール
毎回男性ひとり、女性ひとりがペアになってお題にあった山手線ゲームを設定回数(4,5回のことが多かった)行うというクイズコーナー。男性と女性で受付電話番号が違い、どちらも先着1名が電話で参加する。パスは二人合わせて1回のみ可能。
設定回数クリアすると賞金1万円(男女各5,000円ずつ)が送られる。失敗してもキャリーオーバーはない。
スペシャルウィークなどには賞金が2万円(各1万円ずつ)になったり、期間中のみキャリーオーバーありになったりすることがあった。

#### 2006年11月6日以降のルール
時報直後に電話をかけるという点に変更はないが、時報の時点で受け付ける挑戦者は一人となる。
電話がつながった段階で、その日の問題のジャンルなどヒントになりそうな会話をし、もし挑戦者が問題を解けなさそうだと判断した場合は別の電話番号でもう一人挑戦者を受け付ける（レスキューシステム）。レスキューシステムを使った場合、時報の時点で受け付けた挑戦者が先に解答し、正解できなかった場合はレスキューで受け付けた挑戦者が解答する。
レスキューを使わず一人で問題に正解した場合は賞金1万円、レスキューを使った場合どちらの挑戦者が正解した場合も賞金各5000円ずつ（計1万円）が獲得できる。前ルールに引き続きキャリーオーバーはない。

### ブレインエクササイズ
8:35頃放送。2006年11月6日から放送されていた。毎日1問脳トレ問題を出題するコーナー。問題によってシンキングタイムの秒数とその秒数以内で解けたときの脳年齢の目安が異なる。シンキングタイムのBGMには2006年9月に行われた脳トレウィークの時に使用された曲が使用されていた。

### お疲れさまです。アリナミンV
2007年4月30日から8:33頃に放送しているコーナー。
山梨県内のがんばっている人に武田薬品のアリナミンVを届けるというコーナー。
リポーターが何処に来ているのかを紹介した後、届けられる人に簡単なインタビューをし、アリナミンVを届けて終了する。
このコーナーは武田薬品の提供である。(CMはアリナミンVのみ)
2005年度、2006年度は「アリナミンV 今日も一日Vっといこう」というコーナー名で放送していた。2005年4月から同年9月までは8:15に、2006年5月から同年9月までは8:33頃に放送されていた。

### 終了した日替わりコーナー

#### 765BOOKS
月曜日9時台の日替わりコーナー。765ぶっくまん(よむよむフレスポ甲府東店の店長、電話出演)のお薦めの本を紹介するコーナー。

##### Tomy's CHECK!
月曜担当の富田アナお薦めの本を紹介するコーナー。

#### 765エコロジーリーフ
月曜日9時台の日替わりコーナー。環境問題について考えるコーナー。

#### 765コンシェルジェ
火曜日9時台の日替わりコーナー。お薦めの宿を紹介するコーナー。このコーナーで紹介した場所は公式サイトでも紹介されている。

#### 765シネマレビュー
水曜日9時台の日替わりコーナー。最新映画情報。

#### 文化学園765メールオーダー
木曜日9時台の日替わりコーナー。

#### ショッピングインフォ765ウイークエンドアミューズ
金曜日9時台の日替わりコーナー。

#### イリチュー（765リポ）
2006年4月から11月1日まで水曜日10時台の日替わりコーナーだった。酒井アナがスコーパーに乗り県内各地から中継を行っていた。

#### 値切り屋（765リポ）
金曜日10時台の日替わりコーナー。横内アナがスコーパーに乗り県内各地のお店で値切る。「横内アナに値切ってほしい」というお店も募集していた。

#### ON MY LIST
水曜日10時台の日替わりコーナー。2006年10月31日放送分までは火曜日の日替わりコーナーであった。

#### VF甲府explore
木曜日10時台の日替わりコーナー。ヴァンフォーレ甲府の最新情報を紹介する。
試合前情報(土日に試合のある場合)、試合結果(水曜夜に試合がある場合)についても伝える。また、リスナーからのサッカーに関する質問にも答えることがある。
ワールドカップなどでJリーグの試合が行われない場合などは、日本代表の情報を紹介することもある。
このコーナーが放送される木曜担当の前田アナはテレビのVENTスポ!も担当している。そのため、VENTスポ!と発言内容が被る場合もある。

#### 麺's CLUB
金曜日10時台の日替わりコーナー。値切り屋から引き続き横内アナが担当。県内各地の『麺』が美味しいお店などを中継先から紹介するコーナー。

## 出演者
太字はYBSアナウンサー

### パーソナリティー
- 月 依田智子
- 火・水 村松優里香
- 木・金 海野紀恵

### 駅前天気予報担当
主にYBSの若手アナウンサーが日替わりで担当する。
- 矢笠智也
- 難波紀伝
- 横内洋樹
- 海野紀恵
- 三浦実夏
- 村松優里香

### 代理
主にその日にラジオ・テレビの他の番組で担当がないアナウンサーが代理を勤めることが多い。以下は今までに代理を務めたアナウンサーである
- 穀田慎也
- 鈴木智草
- 吉岡秀樹
- 中島そよか（2005年度のみ）
- 酒井康宜
- 植田有紀子（日替わりコーナーの代理）

通常のパーソナリティ同士がお互いの代理をすることもある。その場合は担当曜日を入れ替えることが多く、片方が週4回以上担当することが無いように入れ替えることが多い。

YBSラジオアニバーサリーウィーク中の放送ではその曜日の担当ではないアナウンサーがYBSのヘリ「スカイアイ」に乗り上空から交通情報を伝えた。(雨天時はヘリが飛ばせないためスコーパーで甲府近辺の情報を伝えた。)このとき通常の交通情報は簡略化されていた。

## 以前の出演者
| 期間      | 期間      | 月曜       | 火曜       | 水曜       | 木曜・金曜 |
| --------- | --------- | ---------- | ---------- | ---------- | ---------- |
| 2005.4.1  | 2007.3.30 | 富田智美   | 富田智美   | 富田智美   | 前田真宏   |
| 2007.4.2  | 2009.3.27 | 塩澤未佳子 | 塩澤未佳子 | 塩澤未佳子 | 前田真宏   |
| 2009.3.30 | 2011.4.1  | 塩澤未佳子 | 塩澤未佳子 | 塩澤未佳子 | 依田智子   |
| 2011.4.4  | 2012.3.30 | 横内洋樹   | 横内洋樹   | 吉岡秀樹   | 依田智子   |
| 2012.4.2  | 2012.9.28 | 海野紀恵   | 村松優里香 | 村松優里香 | 依田智子   |
| 2012.10.1 | 2013.3.29 | 依田智子   | 村松優里香 | 村松優里香 | 海野紀恵   |

### スコーパー
この番組にスコーパーキャスターが出演したのは2006年4月3日 - 2007年3月30日。通常のスコーパー情報のほか、金曜はもう一台のスコーパーにYBSアナウンサーが乗り、中継を行っていた。2007年4月の改編で放送時間が短縮された際にスコーパー情報のコーナーが765MUXに移ったためこの番組への出演は終了した。
- 吉岡彩
- 進藤久宇(-くう)
- 杉山明日香

以上の3名はスコーパーキャスター。

## 備考・その他
- 2005年度にはこの番組放送中に流されるCMの中に、なぜか765morning(この項目で紹介している番組)のCMが入っていることがあった。
- この番組の提供には自動車メーカーのホンダのほかにイベント設営会社のホンダが提供していることがある。(提供時間,コーナーは別)
- 2005年スコーパーキャスター吉岡彩がYBSのヘリ「スカイアイ」に乗り上空から富士吉田市内の交通情報をしたことがある。（当時はスコーパーキャスターはこの番組担当ではなかった。）
- 2005年、2006年は6月1日に7:30から、2007年は5月1日に8:15災害情報の試験電波を発信した。そのため765morning Newsのコーナーが通常より20程遅れて開始した。
- 2006年1月13日の放送では前田アナが時計を1分読み違えたためトーク時間が残っているにもかかわらず終了しようとしたが、『この後は、日本全国8時ですをはさんで765morning newsをお送りします。』といった後すぐにあと1分時間が残っていることに気がついたため大事には至らなかった。また、ディレクターも時計を1分読み違えていたらしい。
- 同日の放送で8:15の番組オープニングの短縮版のジングルはなぜか途中から再生され『morning on Friday』という部分のみが放送された。(本来は『765morning on ~day(曜日)』と流されるか、YBSのジングルが流される。)また、このジングルの前に普段はこの時間には流されない『山梨県ラジオ4局共同キャンペーン』の富田アナバージョン(1局のアナのみが登場するCMのYBSバージョン)が流された。
- 2006年2月22日の放送ではウィキペディアの紹介がされたが、この日の担当だった富田アナはこの765morningのページについても触れた。
- 2006年4月27日の放送では8:31頃ジングルが2つ続けて流された。("News,Topics and Good Music.765morning!"というジングル→YBSのジングル)
- 2006年6月26日のQmixのコーナーで電話が繋がったふたりは同じ場所にいた夫婦であった。これはコーナー始まって以来の出来事だった。